# Vienna Open 1990
Il Vienna Open 1990, noto anche come Bank Austria Tennis Trophy per motivi di sponsorizzazione, è stato un torneo di tennis giocato sul sintetico indoor della Wiener Stadthalle di Vienna, in Austria. È stata la 16ª edizione del torneo, faceva parte della categoria ATP World Series nell'ambito dell'ATP Tour 1990 e si è giocato dal 15 al 22 ottobre 1990.

## Vincitori

### Singolare maschile
Anders Järryd ha battuto in finale  Horst Skoff con il punteggio di 6–3, 6–3, 6–1

### Doppio maschile
Udo Riglewski /  Michael Stich hanno battuto in finale  Jorge Lozano /  Todd Witsken con il punteggio di 6–4, 6–4